# Alison Power
Pour les articles homonymes, voir Power.
Alison G. Power est une biologiste américaine. Elle est professeure au département d'écologie et de biologie évolutive de l'université Cornell à Ithaca. Ses recherches portent sur l'écologie des maladies dans les communautés végétales, tant naturelles qu'agricoles, aux États-Unis, en Amérique centrale, en Asie du Sud-Est et en Afrique.

## Carrière
Alison Power obtient son baccalauréat en biologie de l'Université de l'Alaska en 1979, puis son doctorat en zoologie de l'université de Washington en 1985. La même année, elle rejoint le corps professoral de l'université Cornell. Quatorze ans plus tard, elle a assumé le rôle de doyenne associée de la Graduate School, puis est nommée doyenne intérimaire de la Graduate School. En 2002, Powers est nommée doyenne de la Graduate School. Power est membre du Comité national américain du Comité scientifique sur les problèmes de l'environnement et des comités de rédaction de Cornell University Press et de Ecological Applications, une revue professionnelle de la Société américaine d'écologie (ESA).

## Recherche
De manière générale, le laboratoire de recherche d'Alison Power mène des expériences sur le terrain et dans des serres pour comprendre comment le paysage et la génétique des plantes affectent les herbivores et les pathogènes dans les écosystèmes naturels et agricoles.
En mai 2019, le programme de recherche d'Alison Power est l'un des 10 groupes sélectionnés pour recevoir une subvention par le biais du Fonds de capital-risque universitaire 2019 du Centre Atkinson pour un avenir durable de l'université Cornell. Le centre a accordé plus de 1,3 million de dollars en fonds de démarrage à des projets de recherche interdisciplinaires portant sur les défis de la durabilité mondiale. Power et ses collaborateurs en sociologie du développement, en économie et en sélection et génétique végétales ont lancé une étude visant à comprendre comment les petits exploitants éthiopiens mélangent les espèces de cultures pour créer des systèmes alimentaires plus résilients et limiter les impacts de la sécheresse et d'autres stress liés au climat.